# Кіберсквотинг
Кіберскво́тинг (англ. cybersquatting) — протизаконна діяльність, що полягає у реєстрації, використанні та пропонуванні до продажу імен інтернет-ресурсів, зокрема доменних імен, юзернеймів і програмних пакунків, із несумлінним наміром отримати прибуток від паразитування на гудвілі або торговельній марці, яка належить іншій особі. Після несумлінної реєстрації несумлінний реєстрант (кіберсквотер) зазвичай пропонує продати доменне ім'я законному власнику знака за значно вищою ціною.

## Походження назви
Англійське слово squatting означає «самовільне поселення».

## Види кіберсквотингу
Можна виділити такі види занять, що звичайно об'єднуються терміном «кіберсквотинг» або «захоплення доменів»:

### Тайпосквотинг
Реєстрація імен, близьких по написанню з популярними ресурсами з розрахунку на помилку частини користувачів. Наприклад, «prawda.com.ua [Архівовано 29 вересня 2007 у Wayback Machine.]» з розрахунку на користувача, який хотів потрапити на «www.pravda.com.ua [Архівовано 5 грудня 2012 у Wayback Machine.]». У випадку сайтів, при близькості до дуже популярних доменів тайпосквотер може зібрати на своєму осідку деякий відсоток відвідувачів, що «промахнулися», і шляхом показу реклами заробити грошей. У випадку програмного забезпечення, автор може додати до оригінального сирцевого коду злочинний, наприклад, криптомайнер, який працює на власника пакунку, чи програму, яка краде приватні ключі.

### Брендовий кіберсквотинг
У випадку сайтів — реєстрація  імен, що містять товарні знаки, фірмові найменування, популярні імена та слова, тобто, засоби індивідуалізації, що охороняються законом. Хоча при цьому у кіберсквотера є ризик позбутися домену і бути притягненим до відповідальності, але законні власники товарних знаків часто воліють не судитися, а викупляти захоплені домени. У випадку деяких сховищ пакунків, де немає правил, які забороняють неймсквотинг, єдиний спосіб отримати окуповану назву — домовитися із власником.

### Захисний кіберсквотинг
Легальний власник популярного сайту (товарного знаку) реєструє всі доменні імена, близькі, співзвучні, схожі, зв'язані змістовно з його власним доменним ім'ям. Робиться для того, щоб не стати жертвою кіберсквотерів. Наприклад, власник популярного сайту «google.com», очевидно, захоче також зареєструвати домени «google.com», «gooogle.com» і «goooogle.com», щоб перенаправляти з них відвідувачів на свій основний сайт, а також «anti-google.com .com», щоб не використовувати його.
Бувають випадки, коли доменне ім'я захоплюють з метою шантажу або здирства. Кіберсквотер загрожує розмістити на захопленому домені сайт з негативною інформацією або видавати цей сайт за той, що належить правомірному власнику засобу індивідуалізації. Втім, цей вид кіберсквотингу відрізняється підвищеним ризиком і застосовується рідко. Для ілюстрації можна пригадати історію з сайтами «lugkov.ru» і «lujkov.ru». Інший приклад — підроблений сайт Генпрокуратури «gprf.info» (нині не існує).

## Основи кіберсквотингу
Кіберсквотер не може дозволити собі реєструвати абсолютно усі осмислені поєднання символів. Йому треба вибирати найбільш перспективні. Щоб передбачити, які слова стануть популярними в майбутньому, є декілька методів.
- Сквотери прагнуть дістати доступ до статистики пошукових запитів популярних пошукових систем. Коли в статистиці з'являються нові слова і поєднання, або наголошується несподіване зростання частоти якихось слів понад звичайне, це вірна ознака, що дуже скоро може стати потрібним відповідне ім'я.
- Сквотери стежать за свіжими новинами. Поява в них нової теми означає майбутній попит на відповідні слова в доменних іменах.
- Сквотери стежать за свіжими реєстраціями в найпопулярніших доменних зонах, перш за все, com. Практика підказує, що ім'я, що з'явилося в com, з великою ймовірністю скоро буде потрібно і в інших зонах.

Останнім часом наголошуються випадки, коли кіберсквотери продають домени не кінцевим споживачам, а один одному. Це говорить про розвиненість ринку доменних імен. Домени поступово перетворюються з чисто споживчого товару в засіб інвестування.
Також слід згадати так зване зворотне захоплення доменного імені. 

## Методи протидії
Профілактичні методи з боку брендів:
- випереджуюча реєстрація доменних імен з метою випередити кіберсквотерів;
- захист інформації про плани, проекти, дослідження ринку в режимі комерційної таємниці;
- реєстрація відповідного товарного знаку або фірмового найменування.

З боку реєстрів:
- премодерація;
- механізм для скарг на несумлінно окуповані назви;
- автоматична перевірка схожості запитаної назви до імен популярних ресурсів.

Методи впливу:
- доказ в суді недобросовісної конкуренції або зловживання правом з боку кіберсквотера;
- доказ недобросовісного використання домену (для випадку UDRP);
- демонстрація незацікавленості в домені й очікування закінчення терміну реєстрації;
- надання іншої дії на кіберсквотера або реєстраторі.

### Кримінальна відповідальність
Стаття 229 ККУ. Незаконне використання знака для товарів і послуг, фірмового найменування, кваліфікованого зазначення походження товару
1. Незаконне використання знака для товарів і послуг, фірмового найменування, кваліфікованого зазначення походження товару, або інше умисне порушення права на ці об'єкти, якщо це завдало матеріальної шкоди у значному розмірі, - караються штрафом від однієї тисячі до чотирьох тисяч неоподатковуваних мінімумів доходів громадян.
2. Ті самі дії, якщо вони вчинені повторно, або за попередньою змовою групою осіб, або завдали матеріальної шкоди у великому розмірі, - караються штрафом від трьох тисяч до десяти тисяч неоподатковуваних мінімумів доходів громадян.
3. Дії, передбачені частинами першою або другою цієї статті, вчинені службовою особою з використанням службового становища або організованою групою, або якщо вони завдали матеріальної шкоди в особливо великому розмірі, - караються штрафом від десяти тисяч до п'ятнадцяти тисяч неоподатковуваних мінімумів доходів громадян з позбавленням права обіймати певні посади чи займатися певною діяльністю на строк до трьох років або без такого.
Примітка. Матеріальна шкода вважається завданою в значному розмірі, якщо її розмір у двадцять і більше разів перевищує неоподатковуваний мінімум доходів громадян, у великому розмірі - якщо її розмір у двісті і більше разів перевищує неоподатковуваний мінімум доходів громадян, а завданою в особливо великому розмірі - якщо її розмір у тисячу і більше разів перевищує неоподатковуваний мінімум доходів громадян.
Стаття 189 ККУ. Вимагання
1. Вимога передачі чужого майна чи права на майно або вчинення будь-яких дій майнового характеру з погрозою насильства над потерпілим чи його близькими родичами, обмеження прав, свобод або законних інтересів цих осіб, пошкодження чи знищення їхнього майна або майна, що перебуває в їхньому віданні чи під охороною, або розголошення відомостей, які потерпілий чи його близькі родичі бажають зберегти в таємниці (вимагання), - караються обмеженням волі на строк до п'яти років або позбавленням волі на той самий строк.
2. Вимагання, вчинене повторно, або за попередньою змовою групою осіб, або службовою особою з використанням свого службового становища, або з погрозою вбивства чи заподіяння тяжких тілесних ушкоджень, або з пошкодженням чи знищенням майна, або таке, що завдало значної шкоди потерпілому, - карається позбавленням волі на строк від трьох до семи років.
3. Вимагання, поєднане з насильством, небезпечним для життя чи здоров'я особи, або таке, що завдало майнової шкоди у великих розмірах, - карається позбавленням волі на строк від п'яти до десяти років із конфіскацією майна.
4. Вимагання, що завдало майнової шкоди в особливо великих розмірах, або вчинене організованою групою чи в умовах воєнного або надзвичайного стану, або поєднане із заподіянням тяжкого тілесного ушкодження, - карається позбавленням волі на строк від семи до дванадцяти років з конфіскацією майна.

## Кіберсквотинг в Україні
Професійні кіберсквотери існують і, згідно з деякими даними, навіть одержують великий прибуток завдяки тому, що багато хто воліє викупляти у них домени. Викупляють навіть у тих випадках, якщо домен можна було б відібрати через суд, оскільки судові витрати, що передбачаються, і упущена вигода більші, ніж ціна, за яку пропонує купити доменне ім'я кіберсквотер. Головним кіберсквотером в Україні називають Олега Богатова, відомого завдяки судовій тяганині з компанією Google Inc. щодо доменного імені Google.ua та судовому спору щодо ТМ «Forbes» та домену Forbes.ua. За даними агентства «Украинские торговые марки», станом на 2008 р. Богатов був власником 111 торгових марок та доменних імен до них, займаючи за цим показником п'яте місце[де саме?].